# یواس‌اس کوهوس (ای‌ان-۷۸)
یواس‌اس کوهوس (ای‌ان-۷۸) (به انگلیسی: USS Cohoes (AN-78)) یک کشتی بود که طول آن ۱۶۸' ۶" بود. این کشتی در سال ۱۹۴۴ ساخته شد.